# 宗教社会学
宗教社会学（Sociology of religion）是一門用以研究宗教的起源、日常實踐、組織形態、社会功能，宗教意義等種種面向为对象的学科。
宗教社會學者們普遍認為宗教與社會生活各個面向之間—如經濟、政治、文化—存在著交互影響的關係。
近來，原教旨主義的興起成為宗教社會學裡受到極大注目的課題，再宗教化跟世俗化這兩股力量如何在不同的社會文明中產生作用被積極討論。
涂爾幹是最早以社會科學的方式從事宗教社會學面向的學者，並完成了《宗教生活的基本形式》一書，成為史後社會學家探討宗教的基本根基。

## 涂爾幹的宗教論點
依據社會科學方式的研究前提下，涂爾幹認為宗教具有維護社會秩序和強化社會階層的功能。同時也提出了宗教具有重要的四項要素。而這些要素都能使得人透過宗教的方式將神聖化與世俗加以連結成為一種集體性的事務存在，因此可以促使社會整合。
涂爾幹認為宗教具有四大要素，而他進一步透過此分類的方式指出宗教和巫術之間的不同點。
1.聖物:可以指實體或非實體存在具有神聖性的事物，對於信徒來說，聖物是他們強化信仰之一的方式。同時受到世俗與神聖性連結的存關係。
2.信仰思想:即教義，是信徒共同遵守的價值或理念。通常信仰定義聖物、聖物支持信仰的意義。
涂爾幹認為宗教信仰是處理宗教與世俗關係、神聖事物等概念的思想系統。
3.儀式:是信徒用以將世俗和神聖加以連結的活動。儀式本身具有強化個人價值觀與增進社會團體整合的功能。儀式本身的存在強調信徒的負擔的義務與責任，因此儀式存在者懲罰制度。
4.道德社群:依據涂爾幹所稱，是一種「道德共同體」的概念。是社會組織的一種，具有共同價值與遵守的規範。而宗教領袖往往具有強大的魅力而使不可替代。
涂爾幹認為道德社群是區分宗教與巫術的基礎。

### 巫術
巫術是利用儀式企圖達成某個目標。透過外在影響力產生對事物的影響力，經常施法於個人而非團體。

### 宗教的類型
宗教可以藉由團體的獨立性分類兩種類型
1.制度性宗教:宗教具有獨特神學理念、人事組織和儀式。也是涂爾幹所定義的宗教。
2.擴散性宗教:神學理念、人事組織和儀式擴散到世俗裡，與社會制度有密切關係，並且與血緣、地域等團體關係上具有關聯。
宗教本身不能獨立於社會制度之外。

## 宗教組織類型
1.國教:是最大型的宗教團體組織，其宗教是被社會制度所認可且受政府承認的官方宗教。在當地在人一出生時，就被認定成為宗教團體的一分子。
國教固然強化了社會秩序和穩定的可能，但同時因為無法容許信仰其他宗教的自由而容易引發宗教仇恨，造成戰爭的開端。
而且社會容易因為信仰國教的緣故，往往成為統治階級合理化不平等的理由。
2.教派:是一個完善的大型宗教組織，但與政府沒有正式往來。通常一國中會有許多教派。
3.小教派:通常是和原先的教派發生理念不合，而從教派裡分裂出來的宗教組織。其價值與觀念往往和主流社會上有一定的不同。此團體的成員往往有較高的忠誠。
4.新興宗教:是一個小型且難以被社會主流所知的宗教團體。代表新的宗教信仰或對其現有的宗教進行創新。

## 宗教的四種形式
根據德國社會學家恩斯特·特勒爾奇的整裡，分類出以下宗教的形式
1. 教會:是大型且功能具備完善的宗教團體，其宗教的運作和國家息息相關。
2. 教派:是少數教會派不滿教會的理念，因此出走另外組織而形成的信仰與實行的組織。比宗派具有制度化。譬如加爾文教派。
3. 宗派:尚未高度組織化的宗教團體，成員不比教派與教會多。常由教會裡分離而來，並在原信仰中添加新的因素。成員少，排外因此具有團結的關係，加上宗派經常會直接控制成員的生活。譬如前期的基督新教派
4. 門徒:是一個極端的教派。常要求個人或社會進行激烈的改革。是鬆散、成立時間短的組織。

## 宗教崇拜的類型
泛靈崇拜
精靈崇拜
圖騰崇拜
英雄崇拜
人物崇拜
以神為中心的崇拜:相信有神為崇拜的中心，這包含一神信仰和多神信仰。
以人權為中心崇拜:以人作為信仰中心，例如人權運動對人權自由的崇拜。

## 宗教理論

### 功能論
功能論重視宗教作為一個影響社會裡的一個功能觀點，通常宗教有兩個功能面向。
1.個人
宗教提供個人慰藉心靈滿足的需求，並透過信仰中心的方式提供歸屬感、以儀式的方式提供成員彼此間的認同感。
2.社會
宗教具有超越個人與社群的力量，並提供道德與規範的來源。透過該等力量達到促進社會整合與強化成員集體間的認同感。
另外宗教可以使現有的社會規範加以神聖化，有利於社會穩定的功能，另一方面，也合理強化社會階層存在的必要性。
對文化而言，宗教具有讓文化被神聖化的功能，同時也進一步影響文化的價值觀與規範。宗教亦給提供人們一套的世俗價值理念，尤其是善與惡的解釋，並提供個人更寬廣的角度看待世界。

### 衝突論
1.宗教是一種虛假意識:依據馬克思的理念，宗教往往是自我幻想的反映，是個體反應的幻象。此觀點和涂爾幹在宗教的觀點上是相同的。(社會事實的觀點。)
2.維護統治階級意識:馬克思觀點認為宗教是統治階級宰制並疏離受支配階級的工具，用以維護統治階級者的利益。由於宗教往往鼓勵人們關注世俗以外的事物，造成忽略自身存在的剝削與不平等問題。(宗教是人民的鴉片。)
3.合理化不平等:宗教雖然促進社會整合和穩定。但衝突論者認為這樣的穩定往往強化支配與不平等的機會。成為合理化財富與權力不平等的藉口。過度信仰宗教會使社會難以變遷且使個人甘於現狀(受壓迫的現狀)的可能。

## 《宗教倫理與資本主義》
是韋伯的著作。研究並試圖解釋為何資本主義率先在西方社會盛行發展的原因。
韋伯在一書裡，認為基督新教強調勤奮、節儉以侍奉上帝的理念和資本主義具有共同點，故新教倫理是資本主義興盛的原因之一。
利於發展社會制度:韋伯認為宗教提供了一個文化構框，以支持其他的社會制度。這是韋伯與涂爾幹同樣觀點的地方。
韋伯命題(Weber's thesis):根據基督新教倫理的教義，認為教士得以透過禁慾的方式達到侍奉上帝；一般人只得以努力和勤奮工作的方式達到對上帝崇拜，因此造就資本的快速累積。這種入世禁慾的思想，完全符合資本主義的主張。

## 世俗化
參見世俗化。